# Rue d'Ormesson
Rue d'Ormesson je ulice v Paříži v historické čtvrti Marais. Nachází se ve 4. obvodu.

## Poloha
Ulice vede od křižovatky s Rue de Turenne a končí na křižovatce s Rue de Sévigné.

## Historie
Ulice byla zřízena v roce 1788 v prostoru bývalého kláštera Sainte-Catherine-du-Val-des-Écoliers během výstavby Place du Marché-Sainte-Catherine. Ulice byla pojmenována po ministru financí Henrim Le Fèvre d'Ormesson (1751–1808).